# 渠縣三匯白塔
文峰塔（三匯白塔）位於四川省達州市渠縣，文物遺址年代判定為清代。2007年6月1日公佈為四川省第七批文物保護單位。